# نيستلي بير براند

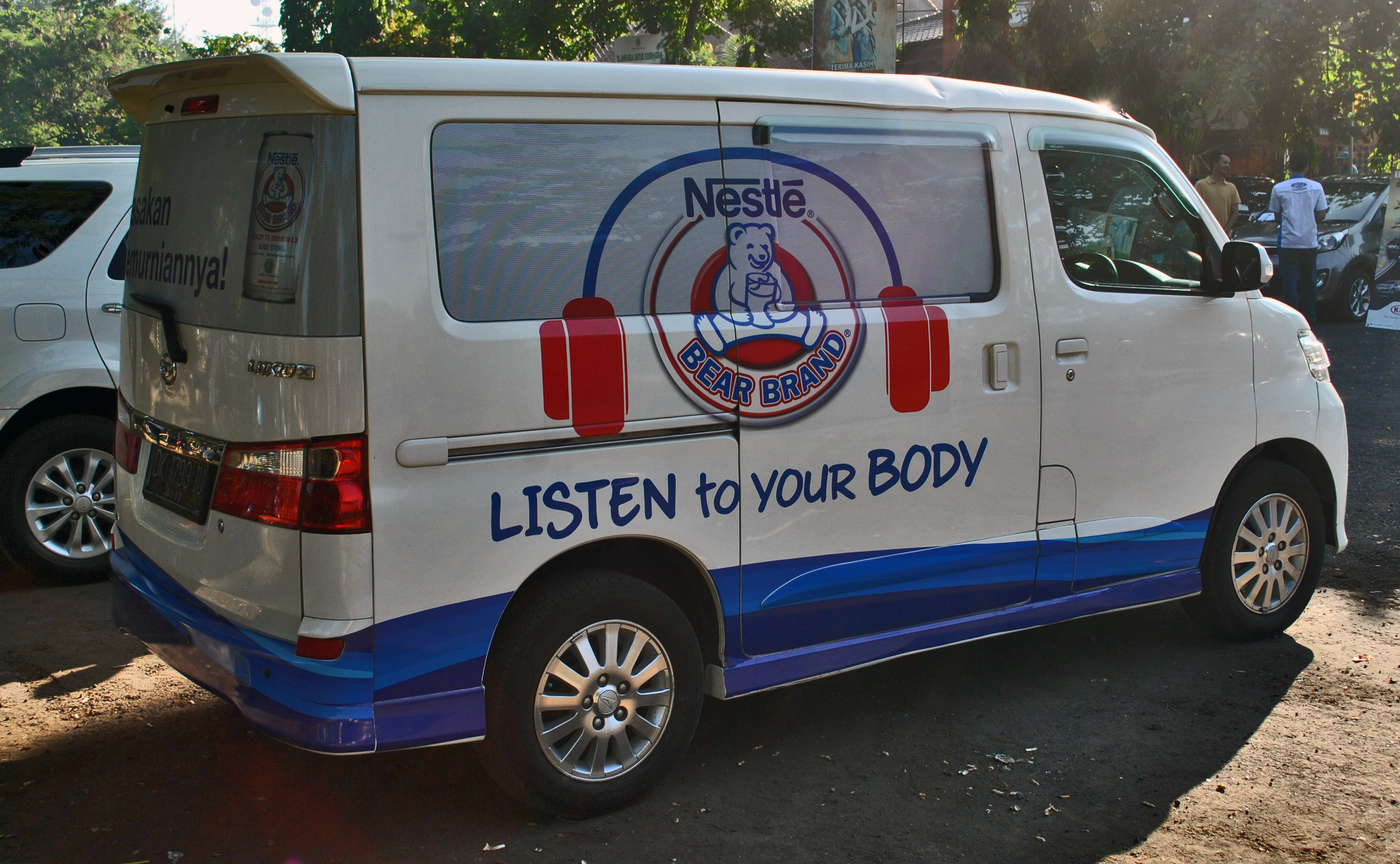
تتقدمها Daihatsu Luxio تم الإعلان في Neste Bear Brand.

Bear Brand هو نوع من الحليب المجفف والحليب المعقم لحياز نستله. يباع في جميع أنحاء جنوب شرق آسيا.
واسم العلامة التجارية في سويسرا Bärenmarke.